# Totem multimediale

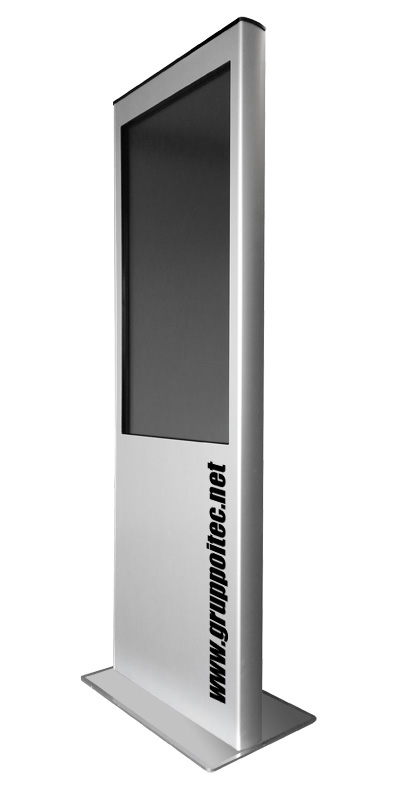
Totem multimediali

Il totem multimediale, anche detto chiosco o punto informativo, è principalmente un computer disponibile all'uso pubblico.
Vista questa libertà di utilizzo, generalmente i totem sono dotati di sistemi di protezione e molto frequentemente sono preimpostati in modo da visualizzare solo una serie di informazioni predeterminate.
I computer all'interno dei Totem Multimediali, sono protetti da strutture tali da renderne impossibile la rimozione o la modifica delle impostazioni. Inoltre le strutture sono robuste e impermeabili, così da rendere sicuro l'uso anche in ambienti esterni.
Quelli moderni sono spesso dotati di schermo touch screen. Infatti un parametro fondamentale nella loro concezione deve essere la facilità di utilizzo, abbattendo alcune delle barriere tradizionalmente riconosciute nei PC.
Più rari e in via di diffusione sono quelli a riconoscimento vocale.
Esempi tipici di questo tipo di strutture si trovano abitualmente nelle stazioni ferroviarie per l'emissione automatica dei biglietti, ma molto più banalmente si definisce chiosco interattivo il comune sportello del bancomat.
Vengono abitualmente utilizzati come strumenti pubblicitari, in questo caso vengono strutturati in modo da renderli conformi allo stile del marchio e in ogni caso devono essere belli ed accattivanti per attrarre il pubblico.
I modelli più recenti hanno la possibilità di collegarsi al web tramite connessioni LAN e WiFi.

## Funzioni dei Totem interattivi
Solitamente i Totem interattivi sono dispositivi multiuso che assolvono più funzioni, sia informative che commerciali.
Un infopoint è per esempio uno strumento che può essere utilizzato da comuni o musei per distribuire informazioni utili alla propria cittadinanza o ai visitatori del territorio allo scopo di agevolare la vita cittadina.
I Self Service Kiosk sono invece degli strumenti che informatizzano alcuni processi tipicamente amministrativi, come le richieste dei ticket ospedalieri o la stampa di certificati presso uffici pubblici o bancari.
Il totem interattivo ha invece un ruolo che copre alcune funzionalità di Marketing. Volto a veicolare messaggi di carattere promozionale o incentivare l'interazione con il proprio marchio al fine di creare un legame commerciale più solido tra clienti e brand